# Wolfgang Fortner
Pour les articles homonymes, voir Fortner.
Wolfgang Fortner est un compositeur allemand, né à Leipzig le 12 octobre 1907 et mort à Heidelberg le 5 septembre 1987.

## Biographie
Élevé dans la rigueur protestante, il étudie la musique au conservatoire de Leipzig et s'initie à la composition auprès d'Hermann Grabner (en). Il commence à composer des œuvres religieuses tout en enseignant la théorie musicale à Heidelberg.
Compromis avec le régime nazi (à l'opposé d'Hugo Distler), il échappe au purgatoire en raison de son intérêt ancien pour la musique d'Arnold Schönberg et de Paul Hindemith, deux musiciens proscrits au temps du nazisme.
Il est devenu une figure de la musique contemporaine d'après-guerre en participant activement au Festival de Darmstadt après avoir contribué à sa fondation.
Tout en s'adonnant à la composition, il a poursuivi une activité de pédagogue et formé toute une génération de compositeurs contemporains, parmi lesquels Hans Werner Henze, Wolfgang Rihm, Hans Zender et Bernd Alois Zimmermann.

## Œuvres
Il a laissé une œuvre exigeante et variée, comportant aussi bien des opéras que des pièces orchestrales (Triplum).

### Opéras
- Creß ertrinkt. Livret d'Andreas Zeitler (1930)
- Bluthochzeit (Noces de sang). Opéra en deux actes sur la traduction allemande des Noces de sang de Federico García Lorca (1957)
- Corinna. Opéra bouffe en un acte d'après une comédie de Gérard de Nerval (1958)
- In seinem Garten liebt Don Perlimplin Belisa. Opéra d'après Federico García Lorca (1962)
- Elisabeth Tudor. Opéra en trois actes, livret de Matthias Braun (1972)
- That time. Cantate d'après Samuel Beckett (1977)

### Musique de chambre
- Suite pour violoncelle solo
- Sérénade pour flûte, hautbois et basson
- Trio à cordes
- Quatuor no 1

## Prix
- Prix Bach de la Ville libre et hanséatique de Hambourg (1960)[1]